# Жмеренецький Олексій Сергійович
Олексій Сергійович Жмеренецький (нар. 28 жовтня 1986 у місті Ухта, Комі АРСР, РРФСР) — український політик, громадський діяч і публіцист, народний депутат IX скликання (фракція Слуга народу).
Член Комітету ВРУ з питань антикорупційної політики, голова підкомітету з питань антикорупційної політики у сфері цифрових інновацій та публічних даних. Член тимчасової слідчої комісії ВРУ з питань розслідування можливих дій, що могли сприяти порушенню державного суверенітету, територіальної цілісності та недоторканності України і становити загрозу національній безпеці України (з 19 травня 2021)

## Життєпис
У 1993—2004 роках навчався в НВО № 9 в Хмельницькому. З 2004 по 2009 рік навчався у Хмельницькому національному університеті за спеціальністю «Інформаційні технології проєктування». Під час навчання в університеті з 2007 по 2009 рік працював Інженером кафедри Інформаційних технологій проєктування Хмельницького національного університету.
У 2009—2010 роках навчався за програмою Американського агентства з міжнародного розвитку — проходив стажування у парламенті, вивчав аналіз державної політики та практику Європейського суду з прав людини
У 2010—2012 отримав другу вищу освіту у Національній академії державного управління при Президентові України за спеціальністю «Державне управління у сфері електронного урядування».
Є сертифікованим соціальним тренером Фонду народонаселення ООН з питань запобігання гендерної нерівності та небезпечної поведінки молоді і профілактики ВІЛ/СНІД, випускником програми Цінності та суспільство Aspen Institute Kyiv, випускником Школи державного управління та комунікацій Інституту суспільно-економічних досліджень та курсів історії філософії та філософії гуманітаристики «Культурного проєкту».
У 2012 — помічник-консультант народного депутата України 6-го скликання Володимира Каплієнка.
У 2013—2014 роках — аналітик державного підприємства «Національні інноваційні проєкти» з питань міжнародного досвіду, створення вільних економічних зон, індустріальних і технологічних парків.
2014—2015 — заступник директора державного підприємства «Національний проєкт „Чисте місто“ з питань індустріальних парків. Координував для Кабінету Міністрів України розробку спільно з Ernst & Young техніко-економічного обґрунтування Національного проєкту „Індустріальні парки України“ — створення промислово-виробничої інфраструктури».
2016—2019 — працює в Благодійному фонді «КОЛО» заступником голови правління.
На виборах 2019 року став народним депутатом IX скликання (виборчий округ № 190 у Хмельницькій області) від партії «Слуга народу».
Член Комітету ВРУ з питань антикорупційної політики. Співголова групи з міжпарламентських зв'язків з Ліваном.
2020 — увійшов до об'єднання «Гуманна країна», створеного за ініціативи UAnimals для популяризації гуманістичних цінностей та захисту тварин від жорстокості.

## Громадська діяльність
Навчаючись у Хмельницькому національному університеті став у 2006 році заступником голови Студентської ради університету і головою молодіжного парламенту при Хмельницькій обласній раді[джерело?].
У період 2006—2010 працював у молодіжній консультативній Раді при Фонді Народонаселення ООН України та Всеукраїнській Студентській Раді при Міністерстві освіти і науки України, головував в комісії ВМГО «[[Українська асоціація студентів|Українська асоціація студентського самоврядування»[джерело?]]].
Став переможцем фіналу «Студентської республіки-2008», депутатом Студентського парламенту України-2008
Під час Революції Гідності (2013—2014) організував координаційний центр ініціативних груп Майдану.
Став ідеологом та організатором громадського руху «Україна — це Я» (2014—2015) для збору благодійної допомоги воїнам АТО[джерело?].
У 2015 він співзасновник Коаліції громадянського суспільства «Народна Конституція» та співавтор Проєкту Закону України про процедуру підготовки проєкту нової Конституції України (номер реєстрації 3781 від 18.01.2016)[джерело?].
2016—2019 Один з ініціаторів громадської платформи «Хартія майбутнього».
У 2013, під час «Революції гідності» — організатор «Координаційного центру ініціативних груп Майдану».
2014—2015 — організатор громадського руху «Україна — це Я», яка організувала соті акцій на підтримку воїнів АТО.
Із 2015 року — заступник голови правління БФ «КОЛО»[джерело?].
У 2014—2019 роках — помічник-консультант народного депутата України 8-го скликання Віктора Кривенка (на громадських засадах)
.
У 2017 році з однодумцями заснував інтернет-платформу для фінансування громадсько-політичних ініціатив AENEAS. Команда «Еней» працює над створенням blockchain-інфраструктури, де кожна група або людина зможе залучати ресурси на просування реформ.
З 2017 року Співзасновник і футуролог мозкового центру «Foundation For Future» (FFF), який займається дослідженнями нових інституційних моделей держави.

Із 2018 — програмний координатор Київського міжнародного економічного форуму.
Із 2019 року координатор з розвитку "Аналітично-експертного центру «Оптіма», який розробляє проєкти державних програм і аналізує фінансово-економічні показники роботи органів влади.
У вересні 2020-го взяв участь у міжнародній конференції, організованій для «відбілення» репутації голови Окружного адмінсуду Києва Павла Вовка, який замішаний у ряді скандальних судових рішеннях. Журналісти зазначили про відсутність виборчих звітів у Олексія Жмеренецького.

## Публікації
Автор аналітичних і публіцистичних матеріалів у виданнях «Економічна правда»,
«Дзеркало тижня»,"Ліга", «Українська правда», «Хвиля» «Obozrevatel» та інших.